# Ranieri Ferdinando d'Asburgo-Lorena
Ranieri Ferdinando d'Asburgo-Lorena (Milano, 11 gennaio 1827 – Vienna, 27 gennaio 1913) è stato un generale austriaco.

## Biografia
Ranieri Ferdinando Maria Giovanni Evangelista Francesco Ignazio d'Asburgo-Lorena, era figlio dell'arciduca Ranieri Giuseppe d'Asburgo-Lorena e nipote dell'imperatore Francesco II d'Asburgo-Lorena. Sua madre era invece Maria Elisabetta di Savoia-Carignano, figlia di Carlo Emanuele di Savoia-Carignano e sorella di Carlo Alberto di Savoia. Ranieri era dunque cugino di primo grado di Vittorio Emanuele II di Savoia, di cui diventerà anche il cognato. Ranieri nacque a Milano nel 1822 dal momento che suo padre all'epoca della sua nascita era viceré di Lombardia all'interno del Regno Lombardo-Veneto e qui trascorse tutta la sua infanzia, rimanendo a corte a Palazzo Reale sino al 1848 quando i tumulti della Prima guerra d'indipendenza costrinsero la sua famiglia a fare ritorno in Tirolo.
Ancora giovane intraprese la carriera militare e si distinse in diplomatica divenendo dal 1861 al 1865 primo ministro austriaco e consigliere dell'Imperatore dal 1857. Dal 1872 al 1906 fu al comando della k.k. Landwehr, l'esercito nazionale austriaco, che durante il suo comando fu trasformata da una milizia territoriale in una forza armata alla pari con l'esercito comune.

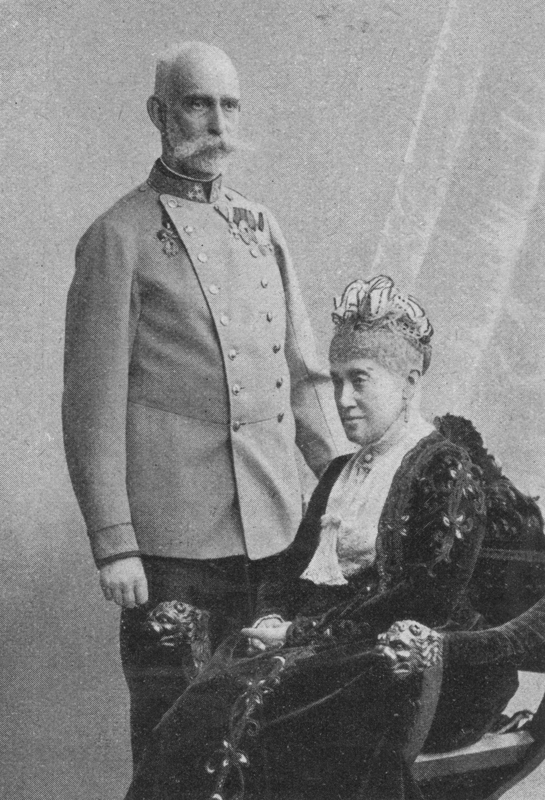
L'arciduca Ranieri Ferdinando con la moglie Maria Carolina d'Asburgo-Teschen negli anni della maturità

Nel 1852 sposò Maria Carolina (1825-1915), figlia dell'arciduca Carlo d'Asburgo-Teschen, vincitore della battaglia di Aspern nel 1809. Il matrimonio fu felice e probabilmente la loro fu la coppia più nota della famiglia d'Asburgo per quell'epoca, anche se la loro unione non produsse eredi. Quello stesso anno divenne anche titolare di un reggimento di fanteria n. 59°, il "Salisburgo". Nel 1854 l'arciduca Raineri acquisì una proprietà nella Wiedner Hauptstrasse 63 di Vienna, dove fece completare un maestoso parco, sfruttando la già presente struttura di un palazzo risalente al 1711-1712 ed appartenuto ad un ricco mercante, Leopold von Engelskirchner. In onore del nuovo proprietario, il palazzo mutò il nome in Palais Erzherzog Rainer (Palazzo "Arciduca Ranieri") dove visse con la moglie sino alla sua morte.
L'arciduca Raineri morì il 27 gennaio 1913 a Vienna, all'età di 86 anni, venendo sepolto poco dopo nel luogo tradizionale di sepoltura della famiglia imperiale asburgica, la cripta dei Cappuccini a Vienna, nella Toskanagruft. Sua moglie morirà due anni più tardi all'età di 90 anni. Fu sempre molto legato al nipote della moglie, l'arciduca Carlo Stefano d'Asburgo-Teschen, che lasciò erede dei suoi beni.
Raineri fu un grande conoscitore delle arti e delle scienze nonché loro patrono, divenendo curatore dell'accademia delle scienze e protettore del museo austriaco di arte e industria. Nel 1873 fu presidente dell'esposizione universale di Vienna. Interessatosi alla papirologia, nel 1884 acquistò la collezione trovata a El Fayum (consistente in circa 100.000 pezzi) che donò nel 1899 alla biblioteca centrale austriaca. La città di Salisburgo gli ha dedicato la Rainerstraße.

## Ascendenza
|                                      |                                        |                                                 | Genitori                                      |  |  | Nonni |  |  | Bisnonni              |  |  | Trisnonni          |  |
|                                      |                                        |                                                 |                                               |  |  |       |  |  | Francesco I di Lorena |  |  | Leopoldo di Lorena |  |
|                                      |                                        |                                                 |                                               |  |  |       |  |  | Francesco I di Lorena |  |  | Leopoldo di Lorena |  |
|                                      |                                        | Elisabetta Carlotta di Borbone-Orléans          |                                               |  |  |       |  |  | Francesco I di Lorena |  |  |                    |  |
| Leopoldo II d'Asburgo-Lorena         |                                        |                                                 |                                               |  |  |       |  |  | Francesco I di Lorena |  |  |                    |  |
|                                      |                                        | Maria Teresa d'Austria                          | Carlo VI d'Asburgo                            |  |  |       |  |  |                       |  |  |                    |  |
|                                      |                                        | Maria Teresa d'Austria                          | Carlo VI d'Asburgo                            |  |  |       |  |  |                       |  |  |                    |  |
|                                      |                                        | Maria Teresa d'Austria                          | Elisabetta Cristina di Brunswick-Wolfenbüttel |  |  |       |  |  |                       |  |  |                    |  |
| Ranieri Giuseppe d'Asburgo-Lorena    |                                        | Maria Teresa d'Austria                          |                                               |  |  |       |  |  |                       |  |  |                    |  |
|                                      |                                        | Carlo III di Spagna                             | Filippo V di Spagna                           |  |  |       |  |  |                       |  |  |                    |  |
|                                      |                                        | Carlo III di Spagna                             | Filippo V di Spagna                           |  |  |       |  |  |                       |  |  |                    |  |
|                                      |                                        | Carlo III di Spagna                             | Elisabetta Farnese                            |  |  |       |  |  |                       |  |  |                    |  |
| Maria Ludovica di Borbone-Spagna     |                                        | Carlo III di Spagna                             |                                               |  |  |       |  |  |                       |  |  |                    |  |
|                                      |                                        | Maria Amalia di Sassonia                        | Augusto III di Polonia                        |  |  |       |  |  |                       |  |  |                    |  |
|                                      |                                        | Maria Amalia di Sassonia                        | Augusto III di Polonia                        |  |  |       |  |  |                       |  |  |                    |  |
|                                      |                                        | Maria Amalia di Sassonia                        | Maria Giuseppa d'Austria                      |  |  |       |  |  |                       |  |  |                    |  |
| Ranieri Ferdinando d'Asburgo-Lorena  |                                        | Maria Amalia di Sassonia                        |                                               |  |  |       |  |  |                       |  |  |                    |  |
|                                      | Vittorio Amedeo II di Savoia-Carignano | Luigi Vittorio di Savoia-Carignano              |                                               |  |  |       |  |  |                       |  |  |                    |  |
|                                      | Vittorio Amedeo II di Savoia-Carignano | Luigi Vittorio di Savoia-Carignano              |                                               |  |  |       |  |  |                       |  |  |                    |  |
|                                      | Vittorio Amedeo II di Savoia-Carignano | Cristina Enrichetta d'Assia-Rheinfels-Rotenburg |                                               |  |  |       |  |  |                       |  |  |                    |  |
| Carlo Emanuele di Savoia-Carignano   | Vittorio Amedeo II di Savoia-Carignano |                                                 |                                               |  |  |       |  |  |                       |  |  |                    |  |
|                                      |                                        | Giuseppina Teresa di Lorena-Armagnac            | Luigi Carlo di Lorena, principe di Lambesc    |  |  |       |  |  |                       |  |  |                    |  |
|                                      |                                        | Giuseppina Teresa di Lorena-Armagnac            | Luigi Carlo di Lorena, principe di Lambesc    |  |  |       |  |  |                       |  |  |                    |  |
|                                      |                                        | Giuseppina Teresa di Lorena-Armagnac            | Louise Julie Constance de Rohan               |  |  |       |  |  |                       |  |  |                    |  |
| Maria Elisabetta di Savoia-Carignano |                                        | Giuseppina Teresa di Lorena-Armagnac            |                                               |  |  |       |  |  |                       |  |  |                    |  |
|                                      |                                        | Carlo di Sassonia, duca di Curlandia            | Augusto III di Polonia                        |  |  |       |  |  |                       |  |  |                    |  |
|                                      |                                        | Carlo di Sassonia, duca di Curlandia            | Augusto III di Polonia                        |  |  |       |  |  |                       |  |  |                    |  |
|                                      |                                        | Carlo di Sassonia, duca di Curlandia            | Maria Giuseppa d'Austria                      |  |  |       |  |  |                       |  |  |                    |  |
| Maria Cristina di Sassonia           |                                        | Carlo di Sassonia, duca di Curlandia            |                                               |  |  |       |  |  |                       |  |  |                    |  |
|                                      |                                        | Francesca Korwin-Krasińska                      | Stanislao Korwin-Krasiński                    |  |  |       |  |  |                       |  |  |                    |  |
|                                      |                                        | Francesca Korwin-Krasińska                      | Stanislao Korwin-Krasiński                    |  |  |       |  |  |                       |  |  |                    |  |
|                                      |                                        | Francesca Korwin-Krasińska                      | Anna Humiecka                                 |  |  |       |  |  |                       |  |  |                    |  |
|                                      |                                        | Francesca Korwin-Krasińska                      |                                               |  |  |       |  |  |                       |  |  |                    |  |